# Żalińscy

Podstawowa wersja herbu Żalińskich

Herb z pieczęci Adama Żalińskiego z 1570

Żalińscy herbu własnego ∼ kaszubska rodzina szlachecka herbu własnego (Żaliński). Nazwisko pochodzi od rodowej wsi Żalno.
Rodzina Żalińskich była jedną ze znamienitszych na całym Pomorzu, a jej członkowie sprawowali różne wyższe, bądź niższe urzędy.

## Przedstawiciele rodu
- Jerzy Żaliński, w latach 1569–1570 podkomorzy pomorski
- Wawrzyniec Żaliński, w latach 1567–1600 opat cystersów w Koronowie
- Maciej Żaliński, starosta tolkmicki oraz tucholski, a od roku 1569 także jasieniecki, następnie od 1574 r. kasztelan gdański "...zamek nowego kształtu, wielkim kosztem z cegły zaczął budować, który jego syn Samuel udoskonalił i wykończył".
- Samuel Żaliński, wychowanek i faworyt Anny Jagiellonki, po śmierci ojca w 1602 r. otrzymał starostwo tucholskie, doszedł do znacznych godności posiadając liczne starostwa i będąc kolejno kasztelanem elbląskim, wojewodą pomorskim i gdańskim. W 1620 r. ufundował renesansową kaplicę przy kościele w Tucholi. Na skutek niedbalstwa potomnych już w 1653 r. usunięto z niej ołtarz. W czasie wojen szwedzkich uległa dalszym zniszczeniom. Spłonęła wraz z kościołem farnym w 1781 r.
- Zofia Żalińska, córka Adama Żalinskiego, sędziego tucholskiego, i Elżbiety Mortęskiej, siostry Magdaleny Mortęskiej, ksieni klasztoru benedyktynek w Chełmnie i reformatorki zakonu, wstąpiła w 1602 r. śladem ciotki do benedyktynek, wnosząc w posagu klasztorowi wsie Bysławek, Trutnowo i Minikowo. Była przełożoną filii klasztoru chełmińskiego w Bysławku.